# Life Is a Flower
«Life Is a Flower» (en español: La vida es una flor) es una canción de la banda de pop sueca Ace of Base, lanzada el 6 de abril de 1998 como el primer sencillo de su tercer álbum de estudio: Flowers.
Alcanzó el número uno en Hungría y fue un top-10 en Dinamarca, Escocia, España, Finlandia, Reino Unido y Suecia. La Industria Fonográfica Británica lo certificó disco de plata con 200.000 unidades vendidas allí y obtuvo un disco de oro en Suecia.

## Historia

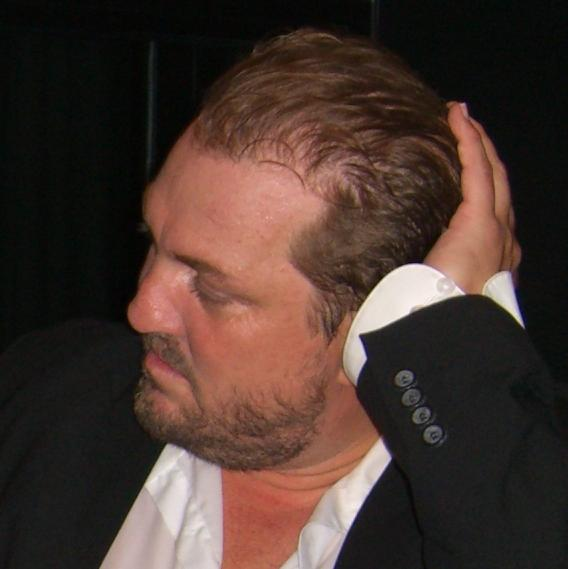
Jonas la considera su obra maestra.

Fue escrita por el miembro de la banda Jonas Berggren, quien dijo en una entrevista de 2015 que es su mejor canción.

Mi canción favorita de Ace Of Base es Life is a Flower. Creo que muestra la esencia pura de lo que somos como banda; vibraciones de verano, letras felices retorcidas, melodías de amapola, ritmos agradables y un coro al final. ¡Perfecta! —Jonas Berggren

En los Estados Unidos la canción fue lanzada con otra letra, se llamó Whenever You're Near Me e incluso tiene un tono diferente. Aparecía en el álbum o no según el país.

### Letra
We live in a free world
I whistle down the wind
Carry on smiling
And the world will smile with you
Life is a flower!
Vivimos en un mundo libre
Yo silbo con el viento
Continua sonriendo
Y el mundo sonreirá contigo
¡La vida es una flor!

## Crítica
El editor de AllMusic, Bryan Buss, describió la canción como acústica en su reseña. The Herald irlandés lo llamó una joya y agregó que: «más de lo mismo a menudo puede ser algo bueno». comentó: «aunque el sonido y el estilo en el último sencillo sigue siendo inconfundiblemente el de Ace Of Base, el conjunto sueco todavía ha sido capaz de reinventarse lo suficiente como para mantenerse relevante y mantener el ritmo de los desarrollos en la escena de baile».
En la Suecia natal de la banda, el periódico Expressen lo señaló como «una tarjeta segura». El Göteborgs-Posten escribió: «es casi religiosamente positivo».
Bernhard Hiller, jefe de música de AC/CHR Berlín, dijo: «Es un gran regreso para ellos. Lo bueno es que han logrado cambiar su sonido sin dejar de sonar como Ace Of Base. Por supuesto, este disco es una bendición absoluta para la radio; lo agregamos tan pronto como llegó y actualmente lo estamos pasando 15-20 veces a la semana. Al principio, la respuesta de la audiencia fue menos que abrumadora, pero de nuevo todavía es temprano; y además, ¿Cómo puede a una audiencia gustar los discos cuando no permites que los oyentes conozcan las pistas?».

## Posicionamiento en listas
| Lista (1998)                           | Máxima posición |
| -------------------------------------- | --------------- |
| Alemania (Offizielle Deutsche Charts)  | 20              |
| Austria (Ö3 Austria Top 40)            | 15              |
| Bélgica (Flandes) (Ultratop 50)        | 42              |
| Dinamarca (IFPI)                       | 3               |
| Escocia (Scottish Singles Sales Chart) | 3               |
| España (AFYVE)                         | 7               |
| Europa (Eurochart Hot 100)             | 19              |
| Finlandia (OFC)                        | 3               |
| Francia (SNEP)                         | 16              |
| Hungría (Mahasz)                       | 1               |
| Islandia (Íslenski Listinn Topp 40)    | 22              |
| Irlanda (IRMA)                         | 19              |
| Italia (Musica e dischi)               | 18              |
| Nueva Zelanda (Recorded Music NZ)      | 29              |
| Noruega (VG-lista)                     | 20              |
| Países Bajos (Dutch Top 40)            | 25              |
| Países Bajos (Mega Single Top 100)     | 40              |
| Reino Unido (UK Singles Chart)         | 5               |
| Reino Unido (airplay Media Monitor)    | 3               |
| Suecia (Sverigetopplistan)             | 5               |
| Suiza (Schweizer Hitparade)            | 18              |

| Lista (1998)                      | Posición |
| --------------------------------- | -------- |
| Europa (European Hot 100 Singles) | 88       |
| Reino Unido UK Singles (OCC)      | 61       |
| Suecia Suecia (Sverigetopplistan) | 63       |

## Videoclip
El video musical original no llegó a terminarse y fue rechazado por el sello discográfico, a pesar de que había invertido mucho dinero, argumentando que la escenografía no encajaba con el mensaje feliz de la canción; siendo demasiado oscura y pesada. Ace of Base introdujo algunos elementos de escenografía por su cuenta, como una lavadora y la propia Jenny Berggren creó la historia para hacerla mucho más colorida y divertida.
La banda canta bailando mientras experimenta con una botella que dice Ace of Base; Jonas lo usa como champú para bañar a un perro cockapoo y este se convierte en cabra, un oficial de la armada sueca se va con Jenny y Ulf Ekberg lava ropa blanca y aparece floreada. Termina mostrando los rostros de la banda en grises y resaltando sus ojos claros.
El videoclip fue subido de manera oficial a YouTube recién en enero de 2015. Para junio de 2021 contaba más de 6.2 millones de visitas.